# Константин Ушински
Константин Димитријевич Ушински (рус. Ушинский Константин Дмитриевич; Тула, 2. март 1824 — Одеса, 3. јануар 1871) је био руски педагог, оснивач педагошке науке у Русији.

## Живот и рад
Константин Димитријевич Ушински је рођен у Тули у средњоимућној породици. Гимназију је завршио у Новгороду, а студије права у Москви. Након завршених студија радио је као професор права. Због политичких разлога отпуштен је из службе. Постао је после извесног времена професор руског језика, а убрзо затим и директор васпитног завода у Гатчину. Једно време радио је у институту за девојке племићких породица у Смољном код Лењинграда. То је била сталешко-племићка школа затвореног типа за девојке. Ушински је напустио Смољни институт 1862. због неразумевања на која је наишао код тамошњих појединаца. Влада га је послала на дуже време на страну да би проучио женско школство. Најдуже је боравио у Швајцарској где је почео да пише своје главно педагошко дело „Човек као предмет васпитања“. Осим тога саставио је и читанку „Матерњи језик“ и методска упутства за њу. Детаљно се упознаје са европским школством, а првенствено са немачким. По повратку у Русију, тешко болестан од упале плућа, умире у Одеси на Криму. Објавио је више расправа о педагошким проблемима: „О користи педагошке литературе“, „О напретку у јавном васпитању“, „Три елемента школе“. Једно време вршио је дужност главног уредника „Часописа Министарства народне просвете“. Он је први од педагога у Русији који је указао на потребу да је за васпитање деце неопходно познавање развојне психологије.

## Филозофске и психолошке основе
Као сви прави и велики педагози, Ушински је своју педагошку замисао изградио на добро смишљеним филозофским и педагошким основама. Као европски образован човек, он је познавао све главне тековине тадашње филозофске и психолошке мисли, које није слепо преузео, него их је критички искористио.
У филозофском погледу био је у суштини идеалистички оријентисан, али никад идеалистички фанатичан, ограничен и већ унапред против материјализма. Напротив, Ушински је био врло добро свестан тековина које је педагогији омогућила управо материјалистичка филозофија. Зато је он усвојио Локов сензуализам као основу сазнавања, али није остао само на сензуализму, него се уздигао до правилног схватања ствари, до објективног сазнања. Познавао је такође Спенсера чији је биологизам одбацио.
Ушински је истицао значење психологије за педагогију.
Сам је сматрао да је једна од главних појава код детета његова тежња за активношћу. Зато је веома високо ценио вољу и осећања. Такође је разумљиво да је много размишљао о раду, о слободном раду, који једини може да усрећи човека. Ушински је указао на васпитну и дидактичку вредност рада.
Високо је ценио религију (православље), коју, по његовом мишљењу, треба сачувати и поставити као темељ патријархалног морала и моралног васпитања.

### Педагошки погледи
Његов васпитни идеал је широко образован човек, морално изграђен, који своје интересе повезује са интересима свога народа и целокупног човечанства. То није било могуће без рада. Зато је потребно развијати љубав према раду који једини може да усрећи човека. У мноштву педагошких идеја које је заступао, средишње место заузима идеја народности, затим идеја о јединству и узајамној условљености теорије и праксе у васпитању, као и идеје које се тичу организације и функције наставе.

## Идеја народности
Основа је васпитног система Ушинског, која значи да вредност има само оно васпитање које води рачуна о особеностима народа, његовим стваралачким способностима и његовој култури. Због тога је немогуће да се један васпитни систем преноси од једног народа на други. Васпитање треба да развија патриотска осећања у човеку, а то је осећање од свих најважније.
Написао је дивне мисли о матерњем језику који је првенствени израз народног стваралаштва. Између осталог је написао: „Кад дете учи матерњи језик, оно не учи само одређене гласове него пије такође духовни живот и снагу са родног извора мајчине речи“.

## Погледи Ушинског на дидактику и учење
За њега је процес сазнавања (учење) изузетно сложен и озбиљан посао, који подразумева не само усвајање знања, већ и формирање навика, не само питања мотива и подстицаја за учење, већ је његова пажња усмерена и на проблеме методике наставе матерњег језика, на развој дечијих способности и на улогу вежбања и понављања. Ово су довољни разлози који квалификују Ушинског као највећег дидактичара у историји педагогије, заједно са Коменским, Песталоцијем и Дистервегом.
У процесу усвајања знања неопходно је имати у виду шта дете већ зна, а онда му треба помоћи да своје знање среди и систематизује и да га правилно искаже. Конкретизација знања може да се изведе само уколико се примене важња правила за извођење вежбања и понављања. Он препоручује да се ученицима за вежбање даје такво градиво које је унеколико измењено, а не сасвим такво какво су учили. Ушински је разликовао две врсте понављања: пасивно које се састоји у томе да ученик поново прима оно што је већ раније примио и активно које се састоји у томе да ученици самостално, без утисака из спољњег света, у себи обнове трагове раније примљених представа. Да би усвојени садржаји били трајни, треба чешће понављати обрађене теме, са додавањем нових садржаја при сваком понављању, па ће тако усвојена знања бити темељитија.

### Проблем учења
Ушински је разликовао две врсте учења: активно (на основу сопсственог искуства) и пасивно (које даје школа) и такође је правилно решио њихов међусобни однос. Учио је да се оба начина морају међусобно допуњавати, спајао је активност деце са водећом улогом учитеља у разреду.
Учење је за Ушинског озбиљан рад и зато је захтевао да га ученици већ од почетка школовања као такав осете. Са посебном пажњом је разматрао питање мотива или подстицаја за учење. Карактеристично је за њега да је одбацивао да се учи само оно што дете интересује, чиме је избегао психологизам. О томе каже „...учење које се заснива само на интересовању не даје могућности за јачање воље и савлађивање самога себе пошто није све што треба да учимо уједно и занимљиво, те због тога много штошта треба да усвојимо снагом воље“. Тиме је поставио осећање дужности као важан мотив учења.
Ушински је љубав према учитељу као мотив учења високо ценио, али тај мотив ипак није стављао на право место. Најбољи мотив за учење јесте љубав према раду. А она треба да расте из самог наставног процеса, који због тога треба да буде у складу са могућностима детета.

### Методика матерњег језика
Пошто је Ушински сматрао наставу матерњег језика централним предметом у основној школи, бавио се питањима ове наставе. Мада је он веома истицао значај матерњег језика, био је ипак веома далеко од традиционалних схоластичких поступака при учењу језика. Језик ученика треба развијати не по традиционалном схоластичком шаблону, него у органској вези са развојем њиховог мишљења. Основна идеја при учењу матерњег језика је у томе да дете може изразити јасно и самостално само ону мисао коју је исто тако јасно и самостално усвојило. Ове мисли су и данас изванредно важне за наставу матерњег језика.

### Дидактички принципи
Као човек са наставом праксом, Ушински је много размишљао о побољшању наставе, о дидактичким и методским проблемима, а нарочито о дидактичким принципима. Обрадио је низ дидактичких принципа, и међу њима на нов начин и принцип очигледности. Он је пре свега осветлио потребу акустичне очигледности, што је разумљиво због његове велике бриге да ученици добро овладају матерњим језиком. Зато је уметничко читање и приповедање сматрао основним средством очигледности. При том није заборављао чињеницу, коју је већ Коменски истицао, да је потребно перципирати предмет са што више чула.
Пошто је у својој психолошкој концепцији тако високо ценио тежњу за активношћу, било је логички неминовно, да је ту активност захтевао и у настави и тако формулисао и принцип активности. Учио је да се дечја свест развија радом, да се дете у умном погледу најбоље развија организованим радом.  При том није западао у једностраност, него је потпуно правилно био свестан тога да се дете душевно развија само радом на одређеној садржини, чиме је осудио теорију формалног образовања. Ученик у настави стиче знање, а уједно развија способност посматрања, памћења, мишљења, говора. Али у настави се не ради само о знању и умном развоју, него у настави треба детету усадити осећање дужности и жеђ за озбиљним радом што једино усрећује човека.
Детаљно је разрадио и принцип васпитне наставе. Ту су залагања и за језичку наставу, коју је обогатио штампањем два уџбеника: „Дечји свет“ и „Матерњи језик“.

## Образовање учитеља
Ушински је додељивао учитељу водећу улогу у настави и зато је од њега такође и много очекивао. Пошто су у оно време средњошколски професори у Русији били само стручно оспособљени, а нимало педагошки, предлагао је да се установе педагошки факултети. Особиту пажњу је посветио учитељима основних школа чије је образовање било веома оскудно. Израдио је „Нацрт за учитељске школе“.
Учитељске школе треба да буду интернатски организоване јер је тако лакше васпитавати будуће учитеље. У учитељским школама треба, осим руске граматике и руске књижевности, математике, земљописа, историје, природописа и основа медицине и земљорадње, проучавати још психологију, педагогију и методику. Учитељу је свакако потребно и цртање и певање.
Ушински је нарочито подвлачио потребу практичног оспособљавања учитеља. Учитељске школе треба да одржавају везу са ученицима после завршене учитељске школе и да  их у материјалном и педагошком погледу помажу. Учитељска школа треба да постане педагошки центар округа.

## Значај
Ушински је основао руску педагошку науку пошто је теоретски обрађивао основна педагошка питања и при том се користио нарочито позитивним елементима филозофије и психологије. Широким стваралачким замахом и темељитом европском критичком оријентацијом на подручју педагогије, Ушински је полагао темеље руској школи која треба да израста из народа и која не сме да се бирократски укочи. У ту сврху је он уз свој практички рад много размишљао и писао о основним питањима дидактике и методике, нарочито методике елементарне наставе. Његове мисли о дидактици сачувале су, са мало изузетака, своју вредност још и данас, док су његова психолошка схватања умногоме застарела. Његовим неоспорним заслугама придружује се и његова борба за побољшање образовања учитеља. Зато га с’ правом сматрају оснивачем руског педагошког образовања. Идејом националног васпитања будио је интерес и вољу за националном школом и националном педагогијом и код осталих народа.